# Elaeocarpus culminicola
Elaeocarpus culminicola är en tvåhjärtbladig växtart som beskrevs av Otto Warburg. Elaeocarpus culminicola ingår i släktet Elaeocarpus och familjen Elaeocarpaceae. Utöver nominatformen finns också underarten E. c. pendulus.